# زاارا (گرایتس)
زاارا (به آلمانی: Saara) یک شهر در آلمان است که در گرایتس واقع شده‌است. زاارا ۶۴۱ نفر جمعیت دارد.